# Pseudosagotia
Pseudosagotia é um género botânico pertencente à família Euphorbiaceae.

## Espécie
Pseudosagotia brevipetiolata R.de S.Secco